# Karl Bohrmann
Karl Bohrmann (* 29. Oktober 1928 in Mannheim; † 17. Dezember 1998 in Köln) war ein deutscher Maler, Zeichner und Druckgrafiker, der auch als Komponist in Erscheinung getreten ist.

## Leben und Werk
Bohrmann studierte ab 1947 an der Schule für Kunst und Handwerk in Saarbrücken und von 1948 bis 1949 bei Willi Baumeister an der Kunstakademie Stuttgart. 1952 bis 1954 erhielt er ein Stipendium des Landes Rheinland-Pfalz, 1957 den Kunstpreis der Jugend von Baden-Württemberg und 1958 den Pfalzpreis für Bildende Kunst, Kaiserslautern. Von 1959 bis 1972 lebte Karl Bohrmann in München. Von 1972 bis 1980 war Bohrmann Lehrer an der Städelschule in Frankfurt am Main und leitete die Städel-Abendschule. 1985 wurde er Mitglied der Bayerischen Akademie der Schönen Künste, München, 1987 erhielt er den Kunstpreis der Künstler, Düsseldorf.
Bohrmann schuf ein umfangreiches, vor allem zeichnerisches Werk, in dem er sich mit den Themen Akt, Interieur, Stillleben und Landschaft beschäftigte. „..Doch innerhalb eines Sujets eröffnet sich ein wahrer Kosmos an Variationen. Immer wieder aufs Neue verändert Bohrmann das an sich Gleiche. Und doch ist jedes einzelne Blatt einmalig und birgt für sich die ganze Welt.“
Als Komponist wurde er durch Helmut Lachenmann angeregt; seine Klavierwerke wurden von Masako Ohta aufgeführt.

## Ausstellungen (Auswahl)
- 1959: Galerie Günther Franke (regelmäßig bis 1972)
- 1977: documenta 6, Kassel[4]
- 1980: Städtische Galerie im Lenbachhaus, München, Radierungen, Zeichnungen, Collagen 1950–1980
- 1981: Kunstverein Ingolstadt
- 2006: Pinakothek der Moderne, Staatliche Graphische Sammlung, München, Innenräume – Außenräume – Zeichnungen 1991–1998 (auch Sinclair Haus, Bad Homburg)
- 2009: Wasser, Farbe, Licht, Städelsches Kunstinstitut, Frankfurt am Main
- 2010: intimacy! Baden in der Kunst, Kunstmuseum Ahlen